# 咸寧原子力発電所
咸寧原子力発電所 (かんねいげんしりょくはつでんしょ、中国語: 咸宁核电站(シェンニン ヘ ディアンヅァン))は中華人民共和国湖北省咸寧市通山県大畈鎮で建設が計画される原子力発電所。大畈原子力発電所(だいはん－、中国語:ダーファン－)とも呼ばれる。4機の1250MW級のAP1000型炉が設置される計画である。

## 概説
発電所は中国では初の内陸原発であり、海には接していない。富水河の貯水池から水を取り入れ冷却水などとして利用することが見込まれている。
発電所は中国広核集団と湖北能源集团の合弁企業である咸寧核電有限公司が保有している。AP1000型炉建設の費用は600億人民元程とされている。発電所での作業は2010年に開始し、2011年に建設が始められ、2015年に完成する予定であった。
2011年の日本の原子力発電所事故以降、洪水の際の発電所の安全性などで発電所の建設の延期の可能性があった。。その後2011年から2015年にかけての期間は内陸での原発建設を進めない方針となり、建設の承認が得られないため計画は進展しないとされる。咸寧核電有限公司は引き続き早期の計画の推進に向けて活動している。

## 原子炉
| 原子炉             | 原子炉形式 | 正味発電量 | 総発電量 | 建設開始     | 送電網同期 | 商業運転     | 運転終了 | 注釈  |
| ------------------ | ---------- | ---------- | -------- | ------------ | ---------- | ------------ | -------- | ----- |
| 第一期             |            |            |          |              |            |              |          |       |
| 1号機 (Xianning 1) | AP1000     | 1000 MWe   | 1250 MWe | 2011年(計画) |            | 2015年(計画) |          | [ 5 ] |
| 2号機 (Xianning 2) | AP1000     | 1000 MWe   | 1250 MWe |              |            |              |          |       |
| 第二期             |            |            |          |              |            |              |          |       |
| 3号機 (Xianning 3) | AP1000     |            |          |              |            |              |          |       |
| 4号機 (Xianning 4) | AP1000     |            |          |              |            |              |          |       |

## 註
1. ↑  大畈鎮の位置
2. ↑  “Hamon wins cooling towers order for Chinese nuclear power plant”. Energy Business Review (Progressive Digital Media Group Plc). (11 January 2011) 2011年1月11日閲覧。
3. ↑  “解密大畈核电站”. 新華社 2013年7月22日閲覧。
4. 1 2  咸宁大畈核电公司专程洽商富水水库取水事项 ("Xianning Dafan Nuclear Power company makes a special trip to negotiate Fushui Reservoir water use issues"), Fushui Reservoir Management Company, 2010-10-23]
5. 1 2   “Nuclear Power in China”. Information Papers.  World Nuclear Association (WNA) (2011年1月6日). 2011年1月11日閲覧。
6. ↑  “洪水の危険で内陸原発建設延期の可能性”.   新華社. 2013年7月22日閲覧。
7. ↑  “湖北咸宁核电站暂停开工 内地三大核电站前期投入已超百亿”.   亿房. 2013年7月22日閲覧。
8. ↑  “咸宁核电站项目搁浅 多个产业半途而废”.   騰迅財経. 2013年7月22日閲覧。
9. ↑  “咸宁市人民政府市长丁小强赴咸宁核电项目现场调研”.   咸寧核電有限公司. 2013年7月22日閲覧。